# Phainantha laxiflora
Phainantha laxiflora là một loài thực vật có hoa trong họ Mua. Loài này được (Triana) Gleason miêu tả khoa học đầu tiên năm 1948.